# Cicera bigia
Cicera bigia o semplicemente Cicera, o anche Ciccera biccera oppure la Ciccia, o scopa bresciana, è un gioco di carte strettamente affine al gioco della scopa, già citata dai fratelli Gasparo e Carlo Gozzi a metà del Settecento.
Si gioca in provincia di Brescia e i termini tecnici sono espressi nel dialetto bresciano. Per poter giocare a questo gioco il mazzo di carte bresciane è costituito da 52 unità e non 40 come avviene solitamente negli altri mazzi italiani. Anche le carte trevigiane sono a volte costituite da un mazzo di 52 carte, poiché in quelle zone si gioca allo scaraboción, che è un'altra variante della scopa simile alla cicera: secondo lo studioso di giochi Giampaolo Dossena, la scopa sarebbe anzi proprio un diretto discendente dello scarabociòn e della primiera.. Anche le trentine hanno una versione da 52 per il dobellone, altro gioco di questa famiglia. Ma le bresciane sono le uniche disponibili esclusivamente nella versione da 52 carte.

## Regole del gioco

### Scopo del gioco
Raggiungere almeno 21 punti (11 nella versione breve), anche attraverso più mani di gioco.

### Preparazione
Si gioca in due giocatori oppure in tre oppure in quattro (in questo caso a coppie, due contro due, ciascuno seduto opposto al suo compagno).
Si usa un mazzo di 52 carte bresciane. Le carte a disposizione sono re, cavallo, fante, 10, 9,8,7, 6, 5, 4, 3, 2, asso. È possibile giocare anche con un mazzo di 52 carte standard internazionali.
Come in molti giochi di carte italiani, si gioca in senso antiorario.
Il mazziere è inizialmente scelto a caso, ma dopo ogni mano, il turno del mazziere passa alla persona che è alla sua destra (sempre senso antiorario).
Il mazziere mescola le carte e chi è alla sinistra del mazziere taglia il mazzo, poi distribuisce - se si gioca in due oppure in tre-  quattro carte a ciascun giocatore, ne mette due scoperte in mezzo, altre quattro carte a testa, altre due scoperte in mezzo. Se si gioca a coppie, in quattro, le carte distribuite sono sei (tre a testa, due in mezzo, tre a testa, due in mezzo). In alternativa, se si gioca in due, si possono distribuire sei carte a testa a mano.
I giocatori raccolgono le loro carte in mano e le guardano. 

### Fase di gioco
Il giocatore alla destra del mazziere gioca per primo e si prosegue fino all'ultimo giocatore. Le carte rimanenti faranno parte della (o delle) mano successiva e vanno riposte a testa in giù accanto al mazziere, ben distinte dal suo mazzetto personale che accumulerà nel corso della partita man mano che fa punti.
Un turno consiste nel giocare una carta dalla propria mano sul tavolo, scoperta e ben visibile, la quale può prendere (o non prendere) una o più carte poste sul tavolo stesso.
Le carte numeriche da 1 a 10 hanno un valore di presa che è uguale al valore della carta stessa (per esempio: i dieci hanno un valore di presa di 10, i sei hanno un valore di presa di 6, e così via...). Le figure (re, cavallo, fante) non hanno un valore di presa equivalente a un numero ma possono essere prese solo con la medesima carte di un altro seme (re con re ecc). In base al valore di presa delle carte che ha in mano ogni giocatore imposta il proprio gioco tenendo conto delle regole di presa.
- Se il valore della carta giocata è uguale a quello di una carta posta su tavolo, la carta su tavolo può essere presa;
- se si gioca una carta numerica il cui valore di presa è uguale alla somma dei valori di presa di due o più carte poste sul tavolo, allora quel gruppo di carte poste sul tavolo può essere preso;
- se è possibile più di una presa, o perché la carta giocata corrisponde a più di una carta posta su tavolo, o c'è più di un gruppo di carte che da come somma il valore di presa della carta giocata, o c'è la possibilità di catturare una carta singola o un gruppo di carte, il giocatore sceglie quale combinazione di carte prendere, ma può fare solo una presa per turno;
- se la carta giocata non corrisponde con nessuna carta su tavolo o con la somma di carte su tavolo, allora non c'è presa e la carta rimane a faccia scoperta sul tavolo;
- le figure possono catturare solo figure dello stesso valore (per esempio: re con re, ma non posso prendere un gruppo di carte la cui somma sia 13, poiché le figure non hanno valore di presa come a scopa);
- diversamente da altri giochi basati sulla presa non c'è l'obbligo di giocare una carta che può prendere: è lecito (e in alcuni casi consigliabile) semplicemente aggiungere una carta su tavolo (esempio: gioco un sei, e sul tavolo vi sono un due e un quattro = 6; posso non prendere e lasciare sul tavolo la carta con le altre).
- se nell'ultima mano il mazziere ha in mano una figura e una sola, è certo che anche l'avversario ha la figura corrispondente; in tal caso il penultimo di mano non ha nessuna possibilità di evitare una picchiata ed eventualmente anche una scopa, perciò questi punti "forzati" non vengono conteggiati.

Dopo aver giocato tutte le carte, all'ultimo giro, l'ultimo giocatore che fa una presa prende anche tutte le carte rimaste sul tavolo. La posizione di ultimo di mano è considerata la più favorevole, sia perché alla fine della partita prende tutte le carte rimaste, sia perché è al riparo dalle "Picchiate"  (vedi sotto)

## Il punteggio
Alla fine del gioco i giocatori di una coppia mettono insieme le proprie carte.  Ci sono 6 punti che ci sono sempre e vengono comunque assegnati, ciascuno all'uno o all'altro giocatore o coppia, indipendentemente dallo svolgimento del gioco, e queste si chiamano "Onori" (o "Carte Belle").Gli Onori sono le Carte, le Spade, il due di spade, il Dieci di denari, il Fante di coppe detto Fancagnì (ha un cagnolino ai piedi), vedi nel seguito. Tutte queste carte vanno riposte nel mazzo coperto delle carte che il giocatore accumula man mano prendendole.
Gli Onori vengono conteggiati tra le carte presenti nel mazzo delle mani vinte nel modo che segue: Tutti gli altri punti, detti "di gioco" possono essere o non essere assegnati a seconda dello svolgimento del gioco. 
CarteChi prende la metà+1 (27) delle carte ottiene 2 punti, in caso di parità (26 a 26) si assegna un punto ciascuno poiché tutti i punti degli Onori devono essere assegnati.
SpadeChi prende la metà+1 (7) delle carte di spade realizza 1 punto. Chi le prende tutte e tredici, fa Napoleone e vince la partita
Napula (o napola)Se una coppia prende l'asso, il due ed il tre di spade (combinazione MINIMA per fare la napola), totalizza un numero di punti uguale a un punto dato dal due di spade, più un punto per ciascuna carta consecutiva (ad esempio se prendo asso, due, tre, quattro, cinque di spade farò 6 punti; se oltre a questa combinazione prendo anche il sette di spade, il punteggio è comunque 6 perché mancando il sei di spade non posso continuare la napola) . Chi riesce a prendere tutte e 13 le carte di spade, realizza il Napoleone e vince la partita qualunque sia stato il punteggio precedente.
Due di spade (Figa de Fèr)Chi prende il due di spade realizza 1 punto.
Dieci di denari (Dieci Bello - Dés Bèl - Dés bù)Chi prende il dieci di denari realizza 1 punto.
Fante di coppe (Fànt Col Cà - Fànt Cagnì - Fànt Gob - Fant bel - San Rocc - Fànt bel - Fànt bù)Chi prende il fante di coppe realizza 1 punto. Alcuni dei nomi di questo punto richiamano la presenza di un cane (fànt col cà, fànt cagnì, San Rocc) perché nel mazzo di carte bresciane il fante di coppe viene raffigurato con un cane all'impiedi in atto di arrampicarsi sulla gamba destra del fante stesso. Nel bresciano il nome Fant Cagnì è sentito come parte della identità collettiva e viene spesso usato come insegna di bar, ristoranti, negozi e simili,

### Punti di gioco, realizzati durante la partita
Punti aggiuntivi possono essere vinti durante la mano di gioco. Tradizionalmente, per ciascuno di questi punti, si pone una carta a faccia scoperta nel mazzo delle giocate vinte, così che il numero dei punti extra realizzati in ciascuna mano possano essere facilmente visti quando si procede al conteggio finale. In questi punti non vanno inserite né le spade né gli Onori in quanto diventa molto difficile poi conteggiare correttamente i punti: spade e onori vanno messi nel mazzo coperto di ciascun giocatore e sostituite con una carta diversa presa dal medesima mazzo scoperto. I punti che si possono vincere durante il gioco sono:
Scùa (scopa)Si realizza 1 punto per scùa quando si gioca una carta che prende tutte le carte presenti sul tavolo, lasciandolo vuoto (esattamente come a scopa).
Picada (picchiata o picca) o SorpresaSi realizza 1 punto per picada se si prende una carta appena giocata dal giocatore precedente che ha lo stesso valore di quella da voi giocata (es. il giocatore alla mia sinistra gioca il cavallo di spade, io gioco il cavallo di coppe e prendo il cavallo di spade realizzando una picada).
SimiliSi realizza 1 punto per simili quando la carta giocata e quelle prese dal tavolo appartengono allo stesso seme (per esempio: il 3 e 4 di denari sono sul tavolo, io le prendo con il 7 di denari).
Quadriglia o quaterna (o squadriglia)Si realizza 1 punto per quadriglia se si gioca una carta che prende un gruppo di tre o più carte (non necessariamente dello stesso seme) dal tavolo.
CinquinaC'è anche un caso molto raro in cui si possono prendere 4 carte; in tal caso si ottiene un ulteriore punto in più oltre quello per la quadriglia. Questo è possibile solo prendendo con un 10 la somma 1+2+3+4, oppure nel caso in cui un giocatore abbia volutamente rinunciato a prendere una o più carte, pur potendolo fare.
Tutti i punti sopra indicati possono anche combinarsi tra loro (la picchiata si può combinare solo con la scopa: il tavolo è vuoto, un giocatore gioca una carta, il giocatore successivo fa picchiata ma anche scopa lasciando il tavolo vuoto).